# Djet

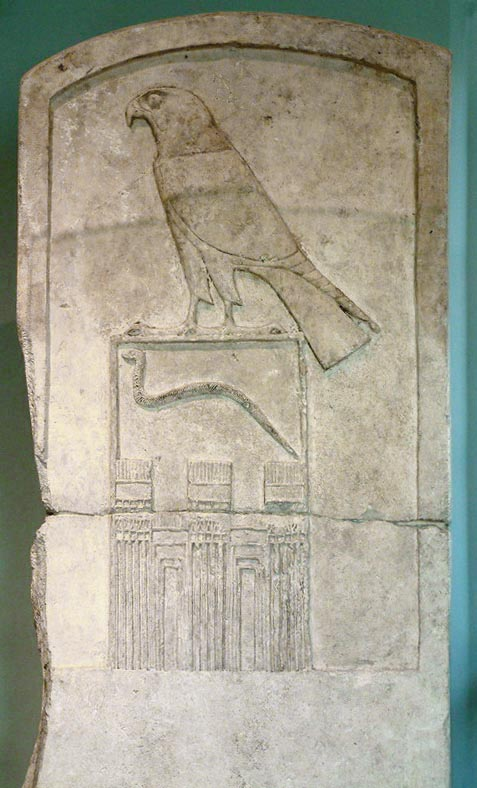
Numele lui Djetpe (Louvre)

Dyer (șarpe)  cunoscut și ca Wadj, Zet și Uadji a fost un faraon al primei dinastii a Egiptului.